# 蛔虫病
蛔蟲病（英語：ascariasis），是一種經線蟲動物門的寄生蟲蛔蟲所導致的疾病。超過85%的感染病例─尤其是蛔蟲數目非常少的情況下─是沒有症狀的。隨著蛔蟲數目的增加，可能會出現症狀：一開始可能會呼吸困難與發燒，之後產生腹部腫脹、腹痛與腹瀉。兒童是最常被感染的族群，而該疾病也會導致兒童體重無法增加、營養不良與學習問題。
蛔蟲病是經由食用或飲用存有從糞便而來的蛔蟲卵之食物或水而感染。常見的感染途徑為生吃蔬菜、瓜果。在春夏季節，氣候溫暖潮濕，適於蛔蟲繁殖發育，人更容易感染蛔蟲病。蛔蟲的卵會在腸道孵化，孵化的幼蟲會穿過腸壁、經由血液而遷移到肺部。這些幼蟲會侵入肺泡，往上通過氣管，感染者氣管受到刺激而產生咳嗽反射，將這些幼蟲咳至咽喉，隨後吞入這些幼蟲。被吞入的幼蟲會經由胃部，再次進入腸道成長為成蟲。
蛔蟲病可以藉改善衛生條件預防，包括廁所的普及化與糞便的妥善處理。以肥皂洗手也被認為有預防效果。在感染率大於20%的區域，一般建議對所有居民定期投藥治療，但重覆感染仍然相當常見。目前並沒有有效的疫苗。世界衛生組織建議使用阿苯達唑、美鞭達唑、左旋咪唑衍生物或雙羥萘酸噻嘧啶來治療蛔蟲病，其他有效的藥物包括三苄糖苷與硝唑尼特等。
全球大約12億人罹患蛔蟲病，最多感染的地區包含撒哈拉以南非洲、拉丁美洲與亞洲。這使得蛔蟲病成為最常見的土壤傳播蠕蟲病疫。截至2010年，該疾病導致2,700人死亡，比起1990年的3,400人有所下降。另外一種蛔蟲會感染豬隻。在中國有些地方，蛔蟲被叫做「消食蟲」，誤以為它能幫助人消化，事實上，蛔蟲是寄生在小腸中吸取人腹內的營養物質來生活，因此易造成兒童的營養不良，中國民間稱之為「疳積」、「蟲疳」。

## 外部連結
- 寄生蟲學-Ascaris lumbricoides(蛔蟲) （页面存档备份，存于）